# Liste der Bodendenkmäler in Kaltental
Auf dieser Seite sind die Bodendenkmäler in dem schwäbischen Markt Kaltental zusammengestellt. Diese Tabelle ist eine Teilliste der Liste der Bodendenkmäler in Bayern. Grundlage ist die Bayerische Denkmalliste, die auf Basis des Bayerischen Denkmalschutzgesetzes vom 1. Oktober 1973 erstmals erstellt wurde und seither durch das Bayerische Landesamt für Denkmalpflege geführt wird. Die folgenden Angaben ersetzen nicht die rechtsverbindliche Auskunft der Denkmalschutzbehörde.

## Bodendenkmäler in Kaltental
| Lage       | Objekt                                                                                       | Akten-Nr.     | Bild |
| ---------- | -------------------------------------------------------------------------------------------- | ------------- | ---- |
| (Standort) | Viereckschanze der Spätlatènezeit.                                                           | D-7-8030-0027 |      |
| (Standort) | Siedlung der römischen Kaiserzeit.                                                           | D-7-8030-0035 |      |
| (Standort) | Siedlung der Bronze-, Urnenfelder- und Hallstattzeit sowie der römischen Kaiserzeit          | D-7-8030-0037 |      |
| (Standort) | Burgstall des Mittelalters.                                                                  | D-7-8030-0053 |      |
| (Standort) | Verebnete Grabhügel vorgeschichtlicher Zeitstellung.                                         | D-7-8030-0054 |      |
| (Standort) | Burgstall des Mittelalters.                                                                  | D-7-8030-0056 |      |
| (Standort) | Burgstall des Mittelalters.                                                                  | D-7-8030-0057 |      |
| (Standort) | Grabhügel vorgeschichtlicher Zeitstellung.                                                   | D-7-8030-0063 |      |
| (Standort) | Steinbruch des Mittelalters und der frühen Neuzeit.                                          | D-7-8030-0080 |      |
| (Standort) | Burgstall des Mittelalters und abgegangenes Schloss der frühen Neuzeit.                      | D-7-8030-0098 |      |
| (Standort) | Mittelalterliche und frühneuzeitliche Befunde im Bereich der Kath. Filialkirche              | D-7-8030-0100 |      |
| (Standort) | Mittelalterliche und frühneuzeitliche Befunde im Bereich der Kath. Pfarrkirche               | D-7-8030-0102 |      |
| (Standort) | Mittelalterliche und frühneuzeitliche Befunde im Bereich der Kath. Filialkirche St. Johannes | D-7-8030-0104 |      |
| (Standort) | Mittelalterliche und frühneuzeitliche Befunde im Bereich der Kath. Filialkirche St. Nikolaus | D-7-8030-0106 |      |
| (Standort) | Grabhügel vorgeschichtlicher Zeitstellung.                                                   | D-7-8030-0134 |      |
| (Standort) | Siedlung der Latènezeit.                                                                     | D-7-8130-0004 |      |
| (Standort) | Grabhügel vorgeschichtlicher Zeitstellung.                                                   | D-7-8130-0005 |      |
| (Standort) | Burgstall des Mittelalters.                                                                  | D-7-8130-0007 |      |
| (Standort) | Viereckschanze der jüngeren Latènezeit.                                                      | D-7-8130-0008 |      |
| (Standort) | Grabhügel vorgeschichtlicher Zeitstellung.                                                   | D-7-8130-0009 |      |
| (Standort) | Grabhügel vorgeschichtlicher Zeitstellung.                                                   | D-7-8130-0060 |      |
| (Standort) | Grabhügel vorgeschichtlicher Zeitstellung.                                                   | D-7-8130-0063 |      |
| (Standort) | Mittelalterliche und frühneuzeitliche Befunde im Bereich der Kath. Pfarrkirche St. Lorenz    | D-7-8130-0071 |      |